# Tkuartjal
Tkuartjal - også Tkvartjeli - er en by Abkhasien cirka 30 kilometer fra Sortehavet. Inden USSR kollapsede i 1991 dannede en række kulminer rammen om livet i byen, der havde en befolkning på 35.000. Minebyen var et vigtigt industrielt centrum. På grund af borgerkrigen i Abkhasien i 1992-93 begyndte beboerne af forlade Tkuartjal, så indbyggertallet nu er sunket til lidt over 5.000, ifølge borgmesteren Aida Tjatjkhalija.
Georgiske styrker belejrede Tkuartjal i 413 dage under borgerkrigen, men lykkedes ikke med at indtage den. På grund af byens ofre og modstand udnævnte de nye abkhasiske myndigheder den til »helteby« og fortsatte dermed en sovjetisk tradition fra Anden Verdenskrig.